# Monument am Schwanteich
Das Monument am Schwanteich in Gotha (Thüringen) war ein Wasserspiel im ehemaligen Park auf dem Grund der heutigen Hauptpost.

## Geschichte

Sphinx vom Monument

Der Schwanteich lag an der Stelle, an welcher sich heute das hintere Postgebäude der Hauptpost befindet. Das Monument befand sich an der Stelle des heutigen hinteren Gebäudes des Kulturhauses. Es wurde um 1805 durch den Bildhauer Friedrich Wilhelm Eugen Döll gestaltet. Eine Kaskade, die den Teich mit Wasser füllte, belebte durch ihr Rauschen diese Gegend. Über der Kaskade erhob sich das Monument 25 Fuß hoch, in Gestalt eines Portals, und bestehend aus zwei mit Hieroglyphen verzierten Steinen, von denen jeder 17 Fuß hoch, 6 Fuß breit, 2 Fuß dick und über 200 Zentner schwer war. Innerhalb des Portals stieg aus einem Becken, aus dem Ibisse tranken, eine Fontäne empor, deren Strahl sich an der Decke brach und einen Staubregen verbreitete. Den Fries des Monuments zierte als Basisrelief ein geflügelter Schild der Isis und über dem kannelierten Gesims ruhte eine Sphinx auf dem Dach des Monuments. 
Nachdem der Teich trockengelegt und das Kaiserliche Postamt sowie das Gebäude der Neuen Loge gebaut war, verschwand das Monument. Nur die Sphinx verblieb an der Treppe des Garteneingangs der Loge, wurde aber nach Streitigkeiten um das Eigentumsrecht an der Sphinx von der Abrissfirma Gebr. Eisser eingelagert. Diese stellte sie aber 1937 der Stadt zur Verfügung und so kam die Sphinx im selben Jahr zunächst in den Garten des Amtsgerichtes, 1948 dann auf Bitten älterer noch lebender Freimaurer auf die Insel im Parkteich, auf der sieben Tote bestattet sind. Die Sphinx ist heute noch im Originalzustand erhalten.